# Гавердовские
Гавердовские (Говердовские) — древний pycский дворянский род, происходящий от рязанских владычных бояр.
В VI часть родословной книги Рязанской губернии внесено потомство Семёна Фатеевича Гавердовского, жалованного поместьями в Рязанском уезде за «московское осадное сиденье». Его потомство (включая внука Гавриила Родионовича) перенесено Герольдией во II часть родословной книги, в лице Федота Степановича Гавердовского — праправнука родоначальника.
Еще одна ветвь Гавердовских, внесенная в VI часть родословной книги Рязанской губернии, происходит от Степана Васильевича Гавердовского, жалованного поместьями (1629).

## История рода
Фамилия рода Гавердовских происходит от названия села Гавердово.
Первым из известных Гавердовских в письменных источниках является боярин муромо-рязанского архиепископа Фёдор Гавердовский, представлявший владыку на поземельном суде, учиненном (1464) рязанским князем Василием Ивановичем.  Вплоть до включения Рязанского княжества в Московское государство (1521), Гавердовские были боярами рязанских владык. В середине XVI столетия некоторые представители рода стали переходить на службу к великим князьям московским. В XVI и XVII столетиях владели поместьями в Рязанском, Пронском и Зарайском уездах, служили архиепископскими детьми боярскими и городовыми дворянами.
В десятне поверстания владычных детей боярских на московскую службу (1604) упомянуты сразу несколько Гавердовских. Никифор Гавердовский служил по Ржеву (1638). Карп Гавердовский сокольничий (1658). Дмитрий Ермолаевич губной староста во Ржеве (1691).
Двое представителей рода владели населёнными имениями (1699).